# Roncus craciun
Espèce
Roncus craciun est une espèce de pseudoscorpions de la famille des Neobisiidae.

## Distribution
Cette espèce est endémique de Roumanie. Elle se rencontre à Baru (ro) dans la grotte Peştera Fântâna Socilor.

## Description
Les femelles mesurent de 3,22 à 3,34 mm.

## Publication originale
- Ćurčić, Dimitrijević, Ćurčić, Makarov, Ćurčić, Rađa, Ilie & Guirginca, 2006 : Biodiversity of pseudoscorpions from the Carpathian Arc in Romania: ecology and evolution of some cave-dwelling taxa. Periodicum Biologorum, vol. 108, no 2, p. 223-230.